# Адамовка (Гомельская область)
Ада́мовка (бел. Ада́маўка) — деревня, входящая в Заспенский сельсовет Речицкого района Гомельской области Белоруссии.

## География

### Расположение
В 16 км на юг от Речицы, в 66 км от Гомеля и в 16 км от железнодорожной станции Речица.

### Гидрография
На востоке расположен мелиоративный канал.

## Транспортная система
Транспортная связь по просёлочной, а затем по автомобильной дороге Лоев — Речица.
В деревне 18 жилых домов (2004 год).
Планировка состоит из почти прямолинейной улицы, ориентированной с юго-востока на северо-запад. Застройка деревянными домами усадебного типа.

## История
В 1890 году археологами обнаружены и обследованы 19 курганов X—XII веков (в 1,5 км на восток от деревни). Обнаружение курганов даёт основание для утверждения, что эти места были заселены с давних времён. Согласно письменных источников деревня известна с XIX века, как селение Заспенской волости Речицкого уезда Минской губернии. В 1897 году согласно переписи в деревне находились церковь и хлебозапасный магазин.
С 8 декабря 1926 года по 30 декабря 1927 года деревня являлась центром Адамовского сельсовета Речицкого района Речицкого округа. В 1931 году организован колхоз. Во время Великой Отечественной войны 32 жителя деревни погибли на фронте. В 1959 году деревня находилась в составе колхоза «Советская Беларусь» с центром в деревне Заспа.

## Население

### Численность
2004 год — 18 дворов, 23 жителя.

### Динамика
- 1834 год — 11 жителей.
- 1850 год — 12 дворов.
- 1897 год — 45 дворов, 243 жителя (согласно переписи).
- 1909 год — 422 жителя.
- 1959 год — 252 жителя (согласно переписи).
- 2004 год — 18 дворов, 23 жителя.

## Достопримечательность
В 1,5 км к востоку от деревни находится археологический памятник «Адамовка» — курганные могильники дреговичей XI — начала XII вв.